# Guardia Mitre
Guardia Mitre är en ort i Argentina.   Den ligger i provinsen Río Negro, i den södra delen av landet, 800 km sydväst om huvudstaden Buenos Aires. Guardia Mitre ligger 25 meter över havet och antalet invånare är 856.
Terrängen runt Guardia Mitre är platt. Runt Guardia Mitre är det mycket glesbefolkat, med 6 invånare per kvadratkilometer.. Det finns inga andra samhällen i närheten. 
Omgivningarna runt Guardia Mitre är i huvudsak ett öppet busklandskap.